# الشبكات الاجتماعية وسياق الأرشيف
الشبكات الاجتماعية وسياق الأرشيف هو موقع ويب من نوع ضبط استنادي وقاعدة بيانات وائتلاف تجاري أنشئ في 2010، وهو متوفر باللغة الإنجليزية.

## وصلات خارجية
- الموقع الرسمي